# 王志新
王志新（1953年8月10日—），男，原籍江苏金坛，生于北京，中国生物物理学家，中国科学院生物物理研究所研究员，清华大学生物系教授、博士生导师，中国科学院院士，九三学社中央委员，第十一届全国政协委员。

## 生平
1977年毕业于清华大学化学与化学工程系。1988年获中国科学院生物物理研究所理学博士学位。1997年当选为中国科学院院士。
2008年，当选第十一届全国政协委员，代表科学技术界，分入第三十组。